# Alekseï Morgounov
Pour les articles homonymes, voir Morgounov.
Alekseï Morgounov (1884-1935 ; en russe : Алексе́й Алексе́евич Моргуно́в) est un peintre russe et soviétique, enfant naturel, fils du paysagiste Alexeï Savrassov. Éminent représentant de l'Avant-garde russe. À ses débuts il s'intéresse au néo-primitivisme mais est aussi fortement influencé par le fauvisme. Il crée avec Kasimir Malevitch et Ivan Klioune un mouvement appelé « févrialisme » (феврализм). Durant l'époque soviétique il retourna au néo-classicisme et finit par suivre le mouvement imposé aux artistes du réalisme socialiste soviétique. Comme son père il souffrit d'alcoolisme et fut atteint de dipsomanie. Sa mère Catherine Matvéevna Morgounov, dont il porte le nom, est née vers 1856 et décédée vers 1920.

## Biographie
Dans ses premières œuvres d'avant-garde Morgounov réunit le fauvisme et le néo-primitivisme un peu à la manière de Michel Larionov qui fait partie comme lui de la Queue d'Âne. Au début des années 1910, il tient un atelier à Moscou, rue Ostojenka, connu sous le nom de « Mogrounovka », où se réunissaient les artistes de gauche qui formaient une espèce d'« académie libre » orientée vers la peinture de la nature.
En 1911 a lieu le véritable choc provoqué par l'exposition à Moscou organisée par le Valet de Carreau[Quoi ?], qui se répercutera dans l'art russe et universel et répand son interprétation de l'esthétique cézannienne, fauve, primitiviste. Morgounov décrivait ainsi cet impact : « C'était une victoire sur les expositions pâles, grises, monotones qui avaient lieu jusqu'à présent, une victoire sur les poncifs esthétiques, une victoire sur le goût petit-bourgeois » .  
Dans les années 1914—1915 Morgounov fut un des proches compagnon de Kasimir Malevitch avec Ivan Klioune. Ils fondent le mouvement « févrialisme » (феврализм). Au début de ce mouvement une dispute éclate au musée Polytechnique de Moscou au sein du groupe de Valet de Carreau, le 19 février 1914 (ancien calendrier). Malévitch s'exprime lors d'une discussion sur le renversement des idées, cela provoque une dispute. Morgounov arrive au musée, une cuillère paysanne en bois à la boutonnière (signe de ralliement personnel à la nouvelle peinture, symbole aussi du toutisme dans l'air du temps). Le président Piotr Kontchalovski est obligé de fermer la séance après ces mots de Morgounov : « J'ai attrapé des maux d'estomacs en entendant le discours de Jacob Tougendkhold, il me fatigue, l'imbécile…»
La photo prise le 1er mars 1914 de Malévitch et Morgounov, sur le pont des Forgerons (Kouznetski Most), avec leur cuillère paysanne en bois à la boutonnière fit la une des revues de Moscou. Les journaux de province reprirent, eux, la photo des trois « févrialistes » avec Ivan Kliun prise, le même jour, dans leur atelier sur l'Arbat.
Les attitudes de Morgounov dans sa vie annoncent les happenings des temps futurs. Dans son œuvre, le critique russe Alexandre Chatskikh observe chez Morgounov ce même goût du scandale, de l'alogique propre aux fevriéristes. Ce sont les mêmes ensembles de plans aux contours réguliers, dont la contemplation silencieuse provoque l'inquiétude quant à l'avenir du mouvement suprématiste de Malevitch,.
Les deux dernières expositions du Valet de Carreau en 1914 et 1916 voient le triomphe du futuro-cubisme auquel est attaché Morgounov .
C'est Alexeï Morgounov qui représente le mieux la tendance de ces expositions. Il n'a jamais fait dans le sans objet absolu. Le suprématisme est pour lui plutôt un vocabulaire. À aucun moment il ne se sépare de l'objet, même dans ses œuvres les plus abstraites : discrètement l'objet reste présent. Parfois ce sont des lettres qui ramènent au réel. Pour la couleur, la palette de Morgounov est très fine si bien que ses huiles sont aussi légères que des aquarelles.
Après 1916, pendant deux ans Morgounov abandonna presque complètement la peinture et il n'y revint un peu qu'au début de la période soviétique. Dans les années 1920 il se tourna vers le néo-classicisme, mais les dernières années de sa vie il peignit dans le style du réalisme socialiste soviétique. Il enseigne également à Moscou de 1918 à 1920 puis fait partie des Groupes de travail et d'étude de la peinture.  
Les œuvres les plus réussies de Morgounov datent de la période durant laquelle il était étroitement lié d'amitié avec Malevitch et surtout au févrialisme. Quelques œuvres de sa période févrialiste se trouvent dans la collection de Georges Costakis, elle-même exposée au Musée d'état d'art contemporain de Thessalonique, et dans une autre collection; celle de l'écrivain russe Nikolaï Khadjiev.

## Galerie

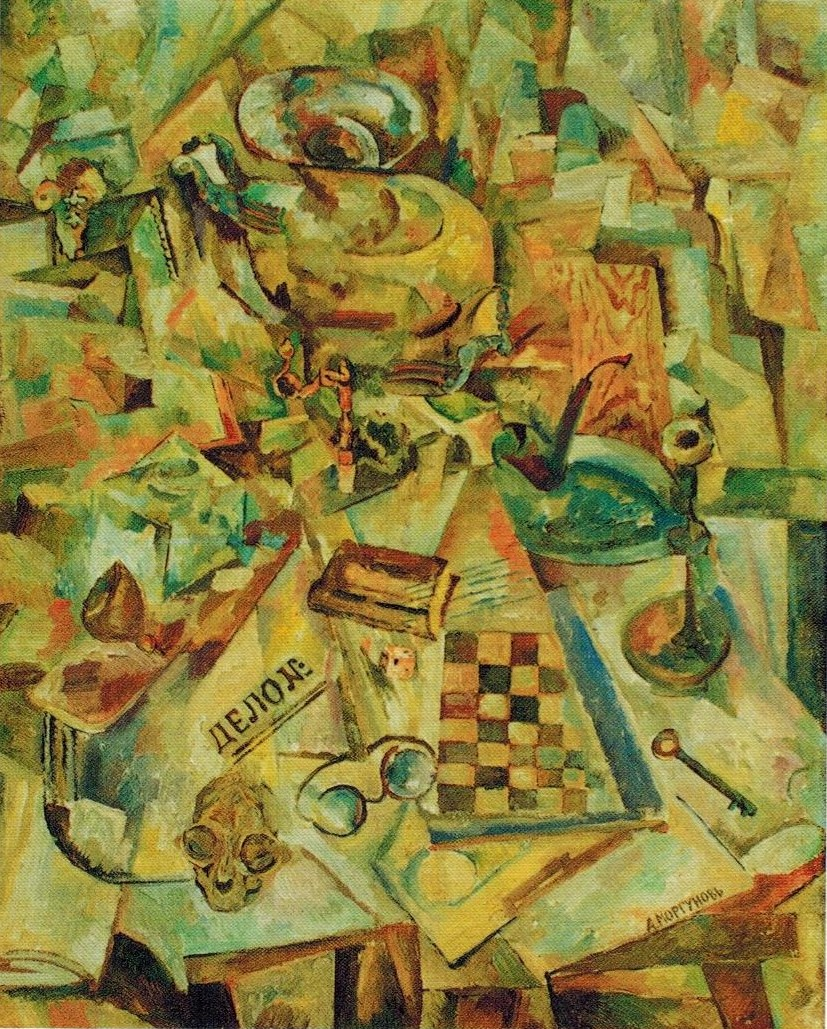
Composition, milieu des années 1910.
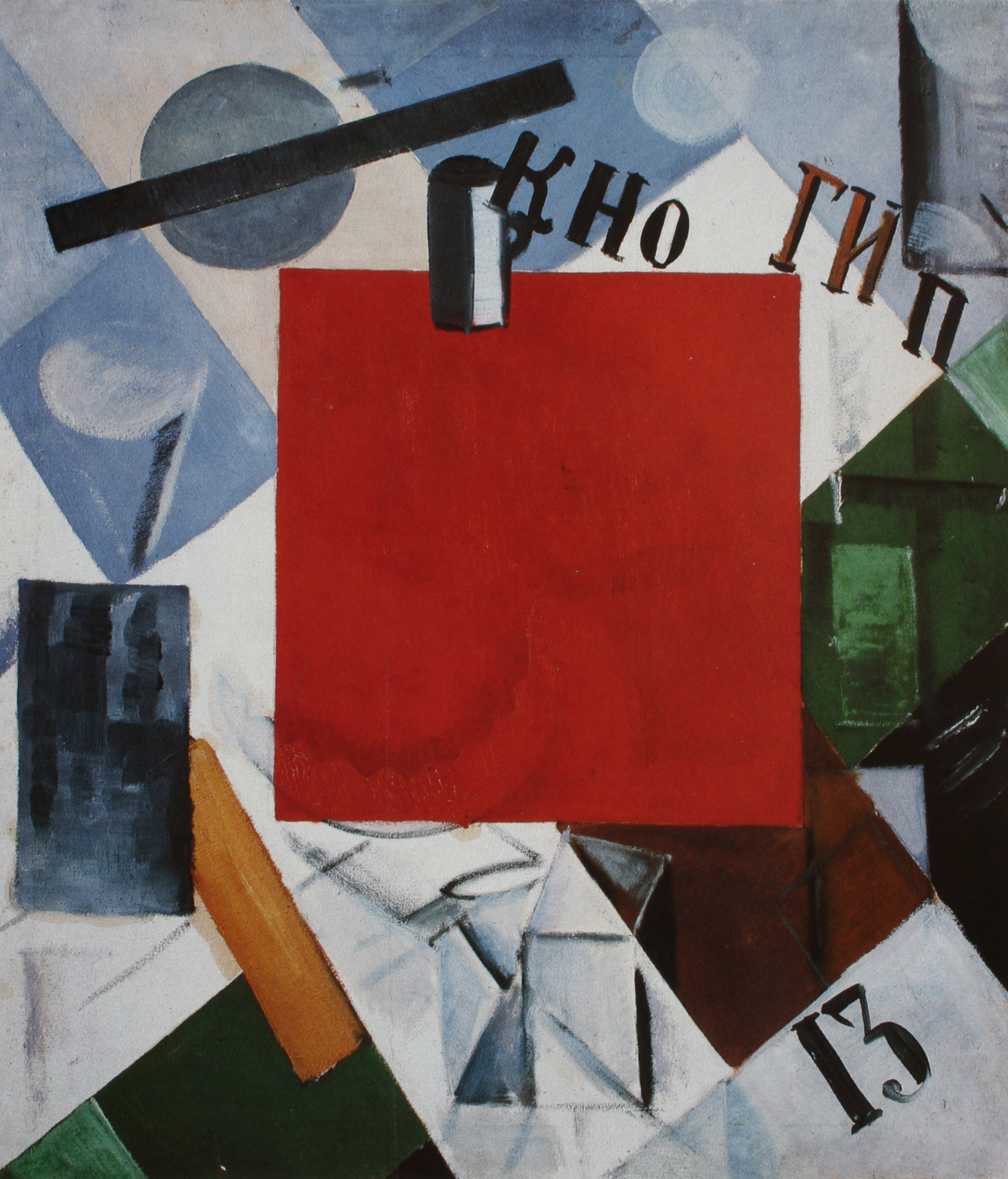
Composition № 1. Vers 1915.
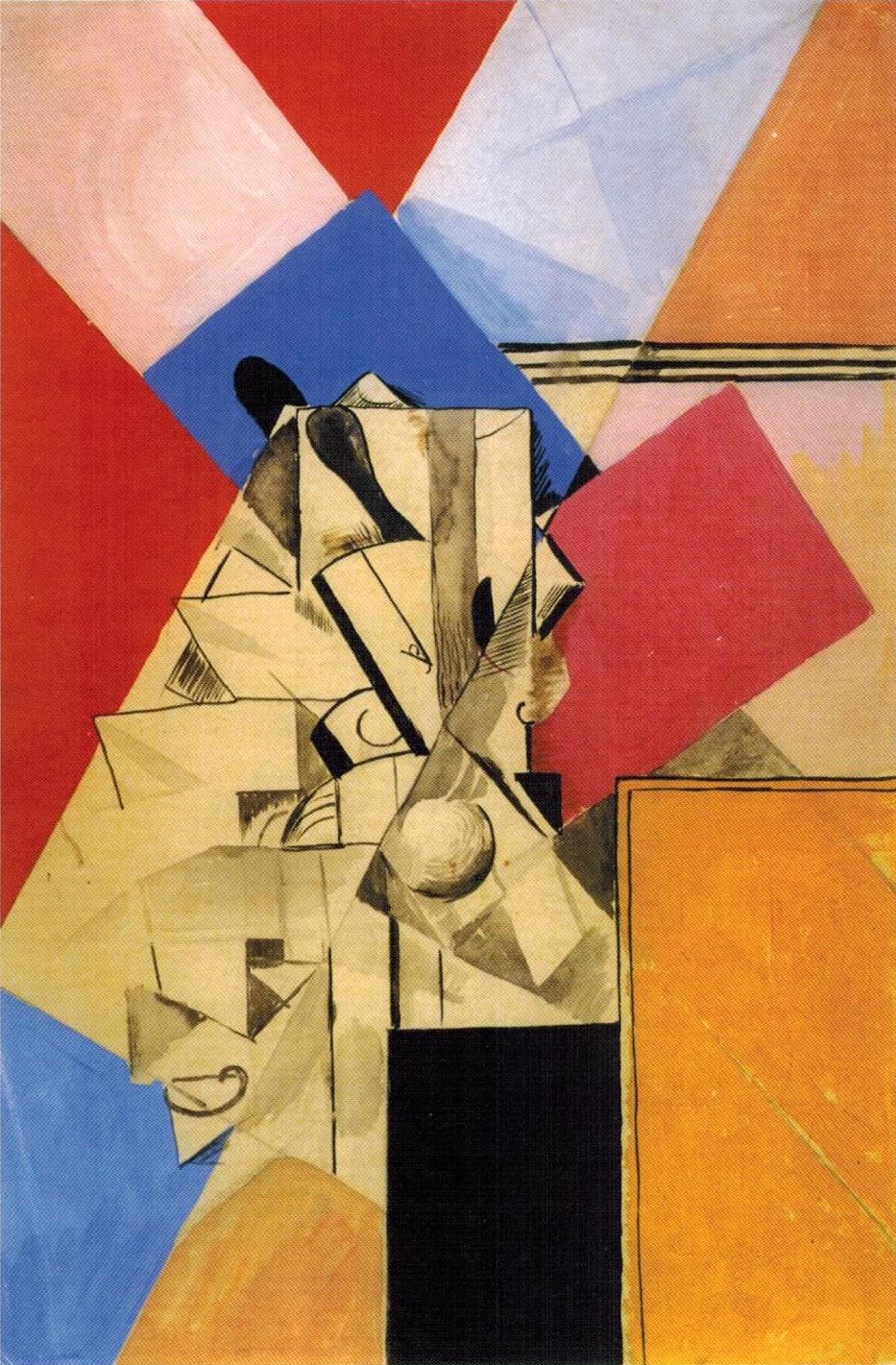
Composition. 1915. Centre Khardieva-Tchagi
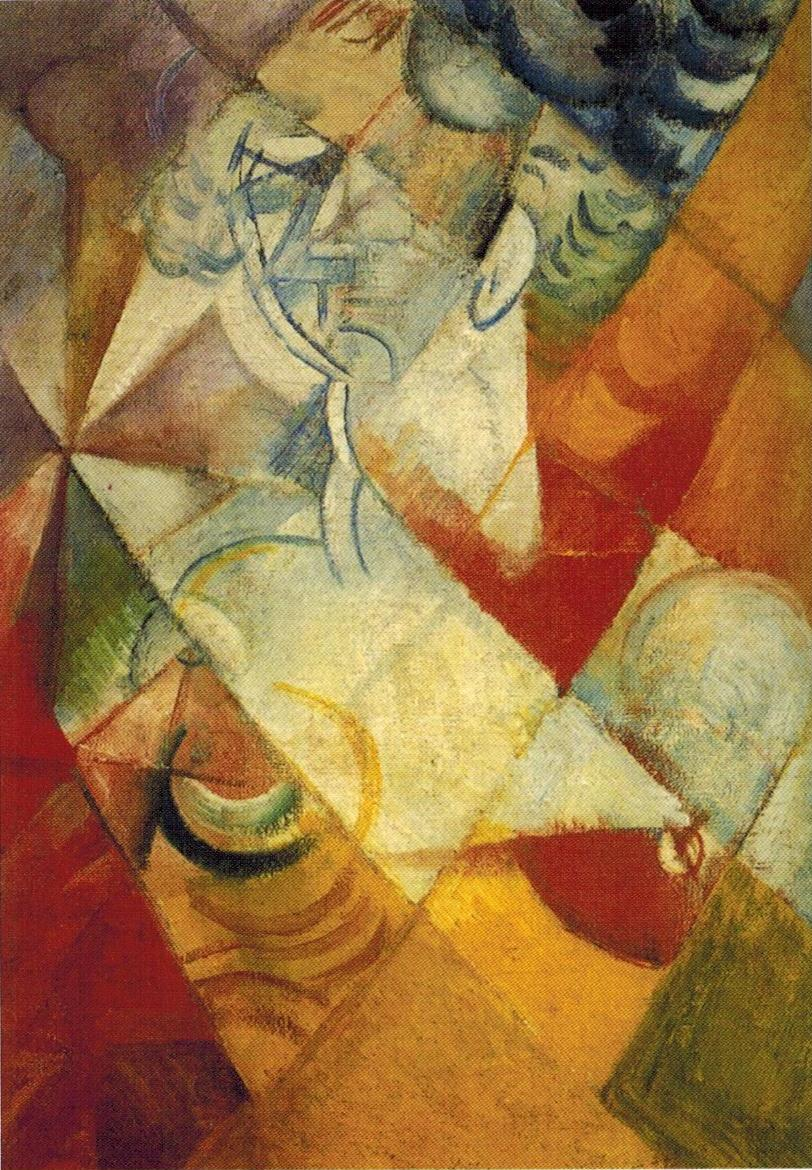
Portrait. Vers 1915.Galerie Tretiakov (don de Georges Costakis)

## Liens
- Notices d'autorité :   - VIAF
  - GND
- Алексей Моргунов на сайте Каракалпакского государственного музея искусств имени И. В. Савицкого

## Source
- (ru) Cet article est partiellement ou en totalité issu de l’article de Wikipédia en russe intitulé « Алексе́й Алексе́евич Моргуно́в » (voir la liste des auteurs).